# Art rupestre du Sahara

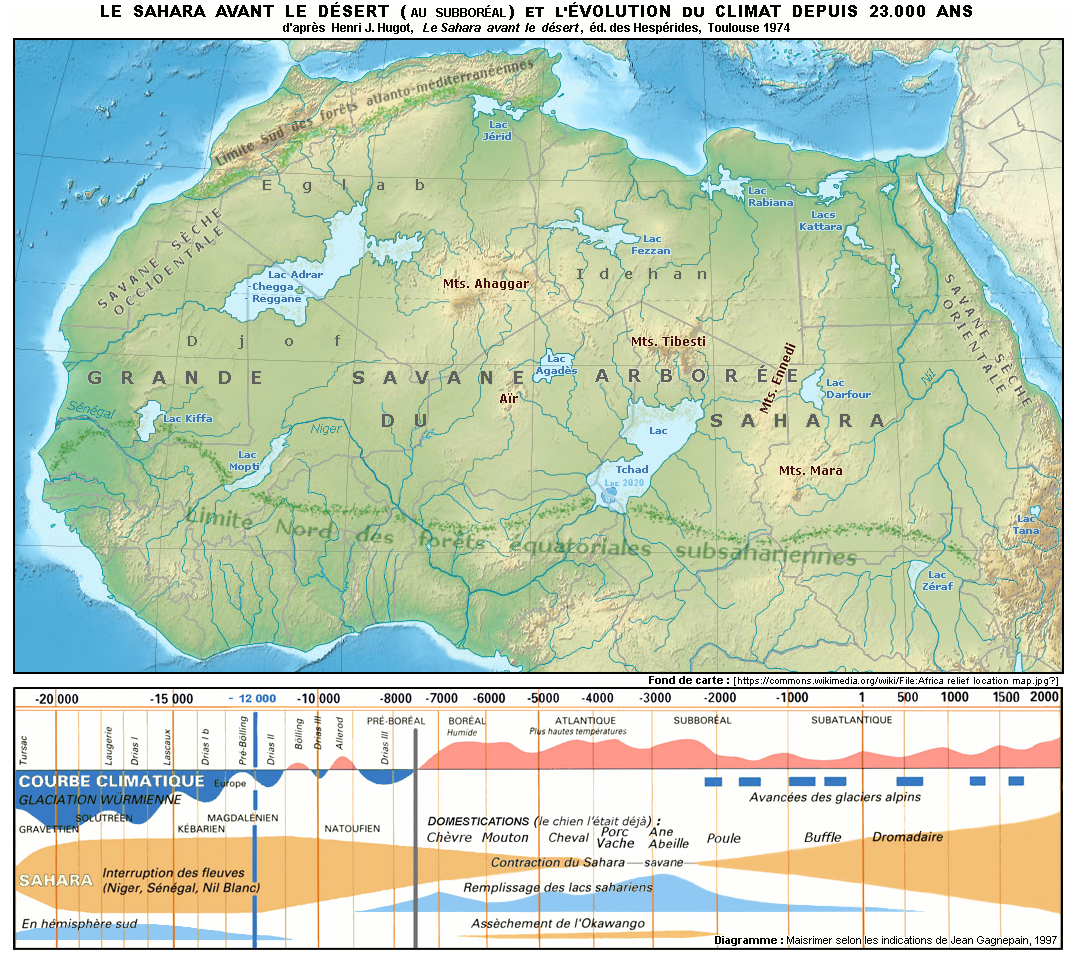
Le Sahara durant sa période humide : la végétation était de type savane arborée et la faune, attestée par les restes fossiles et l'art rupestre, comprenait des autruches, des gazelles, des girafes, des bovins, des rhinocéros, des éléphants, des hippopotames, des crocodiles…

Les peintures et gravures rupestres du Sahara sont des œuvres en majeure partie néolithiques, réalisées à même la roche dans le désert du Sahara et au Maghreb. Elles représentent notamment les humains de l'époque, et une partie de la faune qui les entourait.
L'art rupestre d'Égypte n'est pas lié à celui du Sahara central, mais présente des connexions avec celui du désert Libyque.

## Description
Les gravures et peintures rupestres qui abondent dans le Sahara correspondent donc à différentes phases chronoculturelles de ce désert. Elles sont d'une grande fragilité. L'Art saharien présente souvent une succession sur les rochers d'images d'animaux, véritables indicateurs de la chronostratigraphie de l'art. 

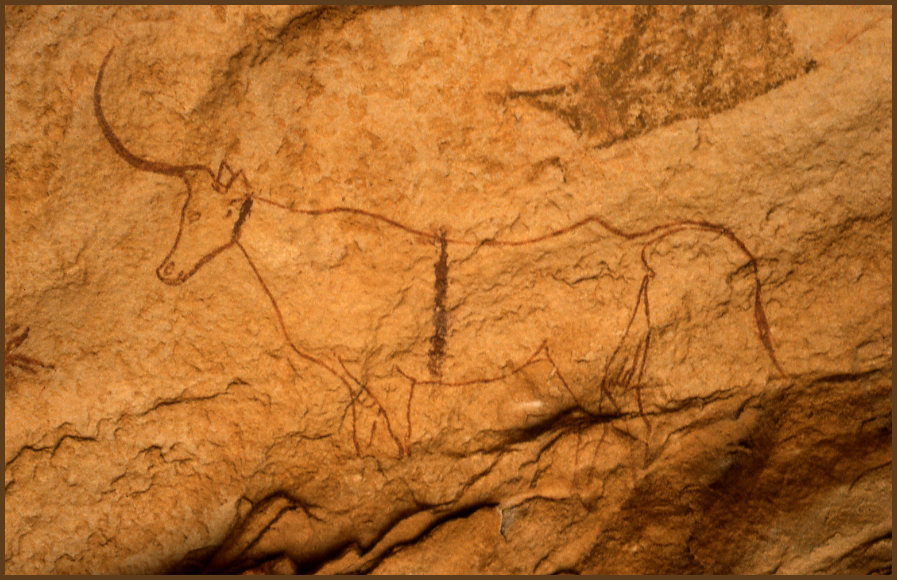
Peintures rupestres de Jabbaren dans le Tassili n'Ajjer, Algérie

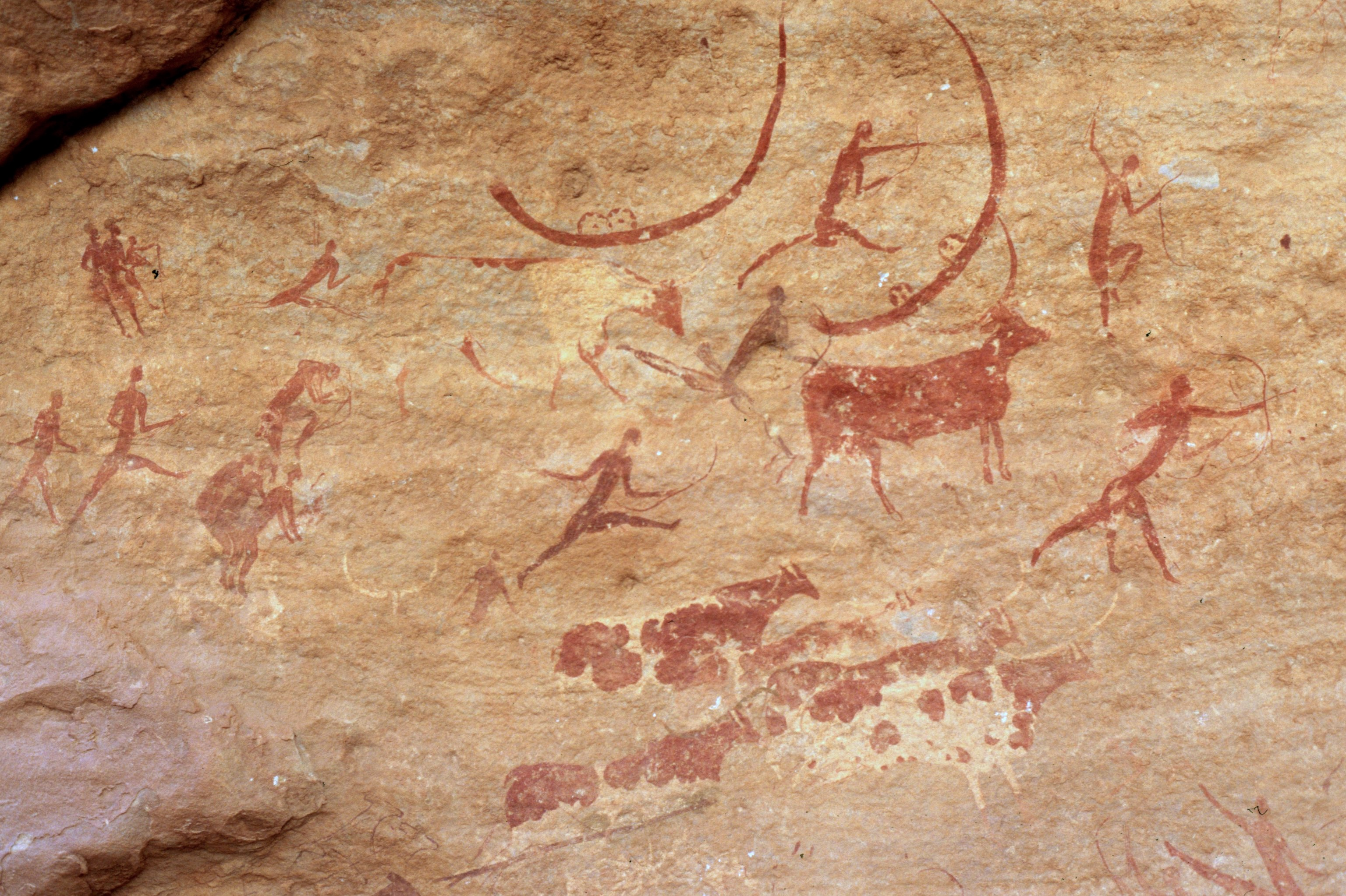
Peintures rupestres du Tassili n'Ajjer

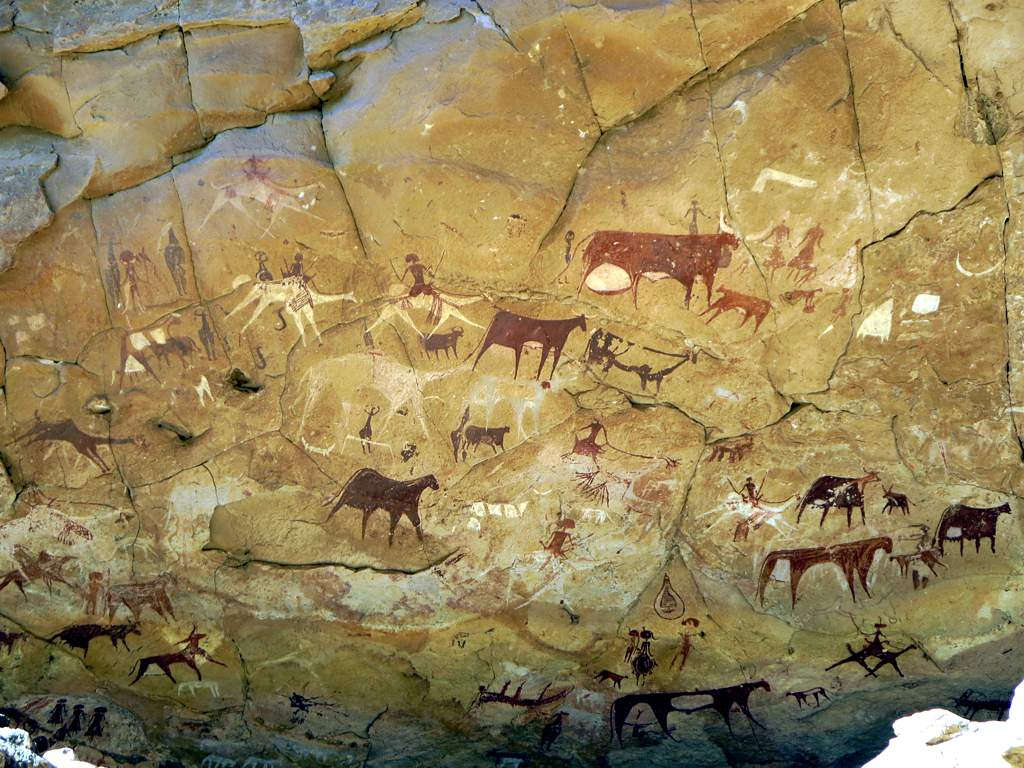
Peinture rupestre, grotte de Manda Guéli à Ennedi au Tchad, datant de la période 2000 à 500 av. J.-C.

Leur datation est difficile, mais elles se situent dans leur grande majorité dans le cinquième millénaire avant l'ère commune. Les plus anciennes semblent être des peintures réalisées dans le style dit des "Têtes rondes" classiques (pour lesquelles Henri Lhote a évoqué "l'image que nous nous faisons communément des Martiens" en 1956 dans son livre À la découverte des fresques du Tassili, p. 77 de l'édition de 1973 - sans pour autant jamais avoir dit qu'ils étaient des Martiens). Ces œuvres ne paraissent pas remonter plus haut que 8000±900 ans avant l'ère commune.
Plusieurs autres styles de peintures ou de gravures montrent des animaux domestiques (surtout des bovins), notamment dans la Tassili n'Ajjer, d'où le nom de "style bovidien" donné à ces images. Ce "bovidien" était l'une des catégories chronostylistiques élaborées par Henri Lhote, mais des recherches récentes ont démontré que c'est une notion vide de sens, qui regroupe en réalité des styles très différents, et qui prend des sens divers selon les auteurs. À la lumière des données pariétales, archéologiques, paléoclimatiques et paléoenvironnementales actuellement disponibles, il est préférable d'abandonner cette catégorie, pour lui préférer des dénominations plus précises et mieux localisées, telles que Style d'Iheren, ou Style d'Abañher.
Les peintures rupestres du Sahara central ont longtemps eu (et subissent parfois encore) la réputation de n’être pas datés. Il est vrai qu’on n’y dispose pas de datations directes comparables à celles obtenues en Europe pour l’art pariétal, mais des recherches récentes permettent de réviser la chronologie de plusieurs écoles artistiques s’étant exprimées dans cette région au cours de l’Holocène :
- L’art des peintres du style « classique » des Têtes Rondes s’exprime sans doute après 8000±900 cal.BC, mais probablement pas avant le milieu du sixième millénaire cal.BC du fait de l’aride installé à partir de 6200.
- Viennent ensuite les productions pastorales : les graveurs en style du Mesāk s’affirment surtout de 4500 à 4000 cal.BC, alors que, dans le Tassili n'Ajjer, la floraison des peintures du Bovidien se situe elle aussi dans le cinquième millénaire.
- Le style d’Iheren se manifeste vers 3000 cal.BC.
- Le style Caballin vers le dernier millénaire avant l’ère commune.
- Le style Camélin clôt la séquence avec l’arrivée du dromadaire, probablement aux environs du cinquième siècle de l’ère commune[8].

## Galerie

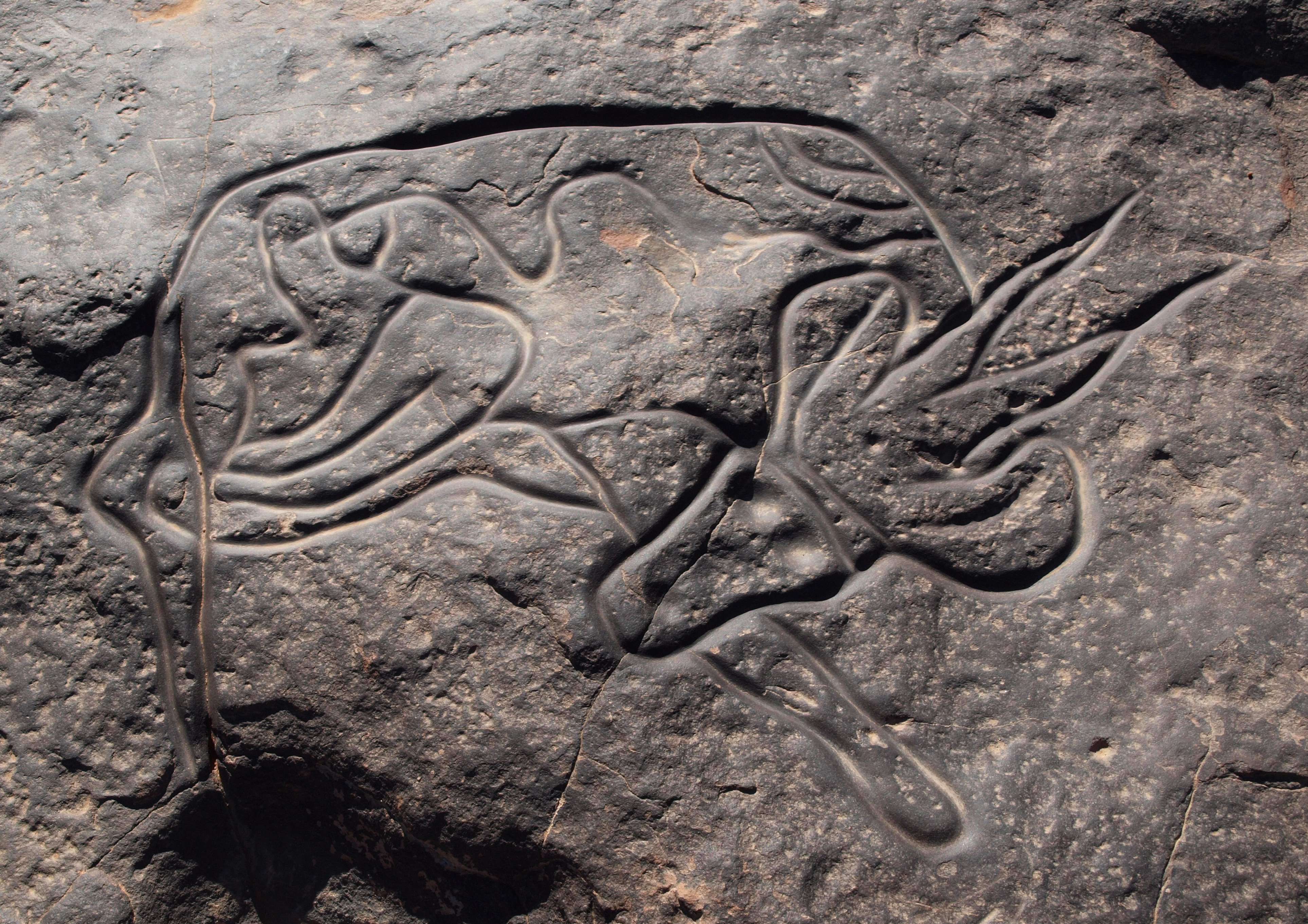
Antilope au repos (Tin Taghirt, Tassili, Algérie)
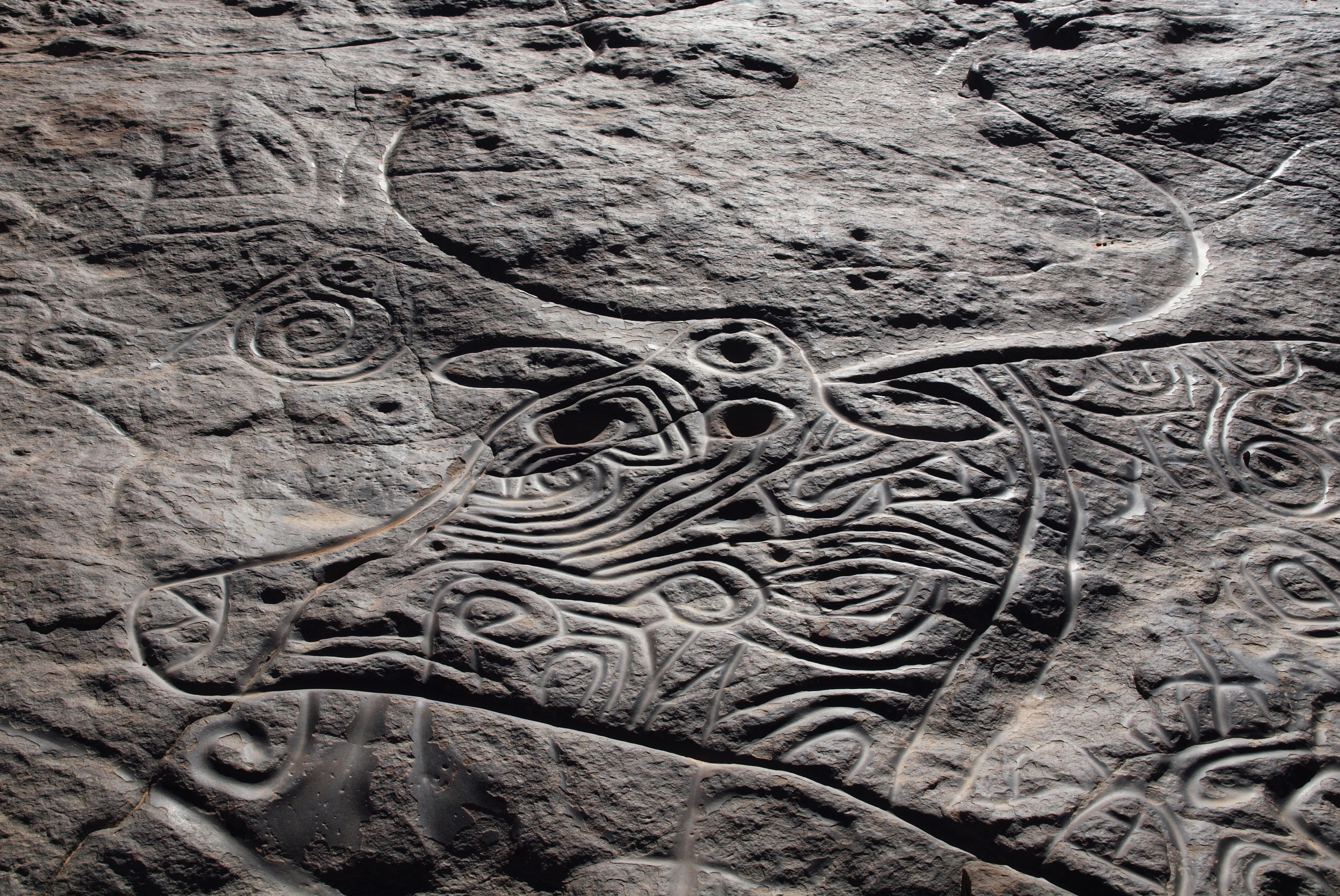
Tête d'un bovin
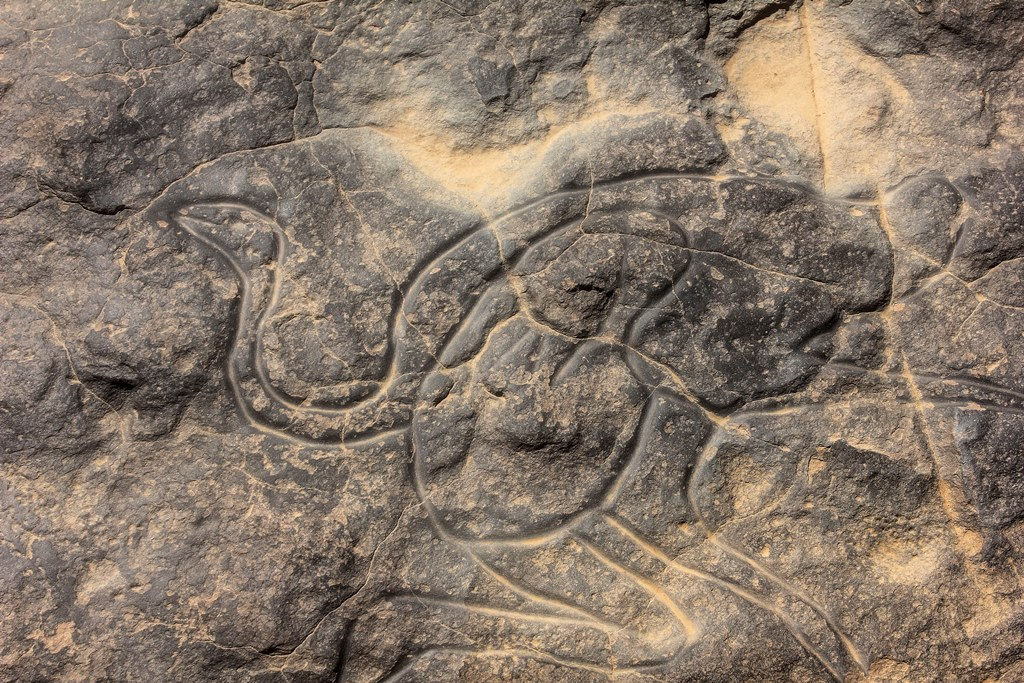
Autruche
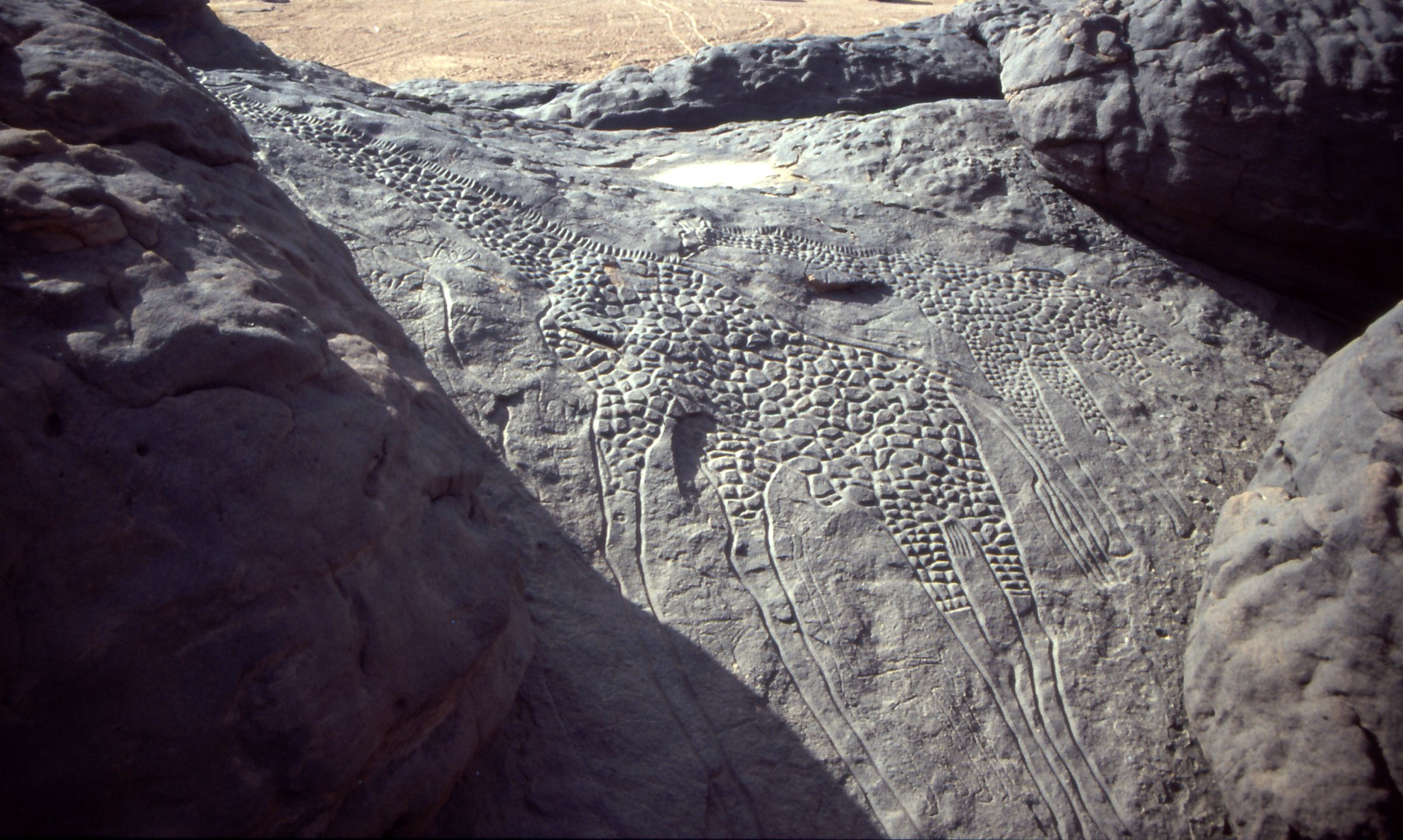
Girafe (Dabous, Ténéré, Niger)
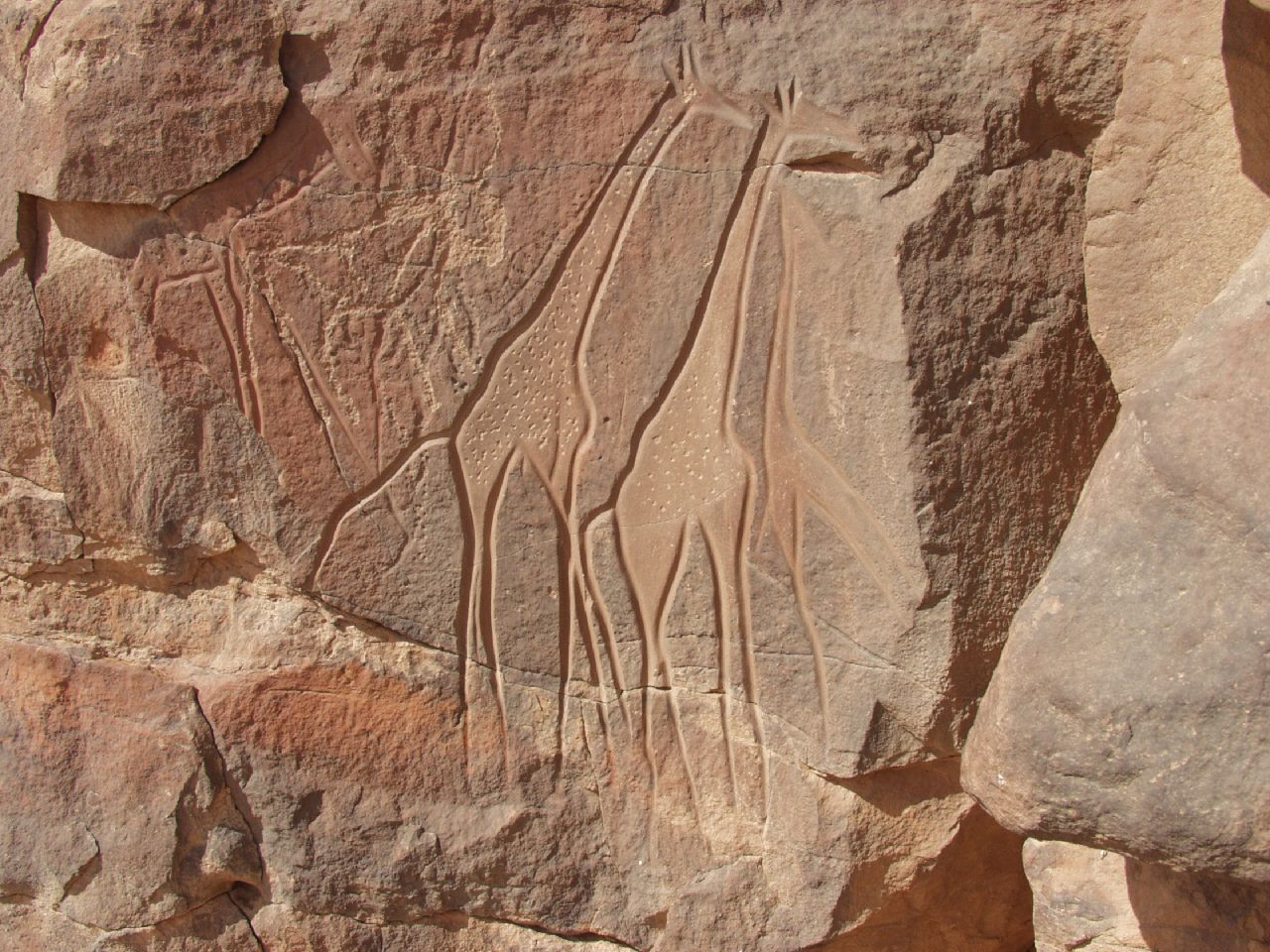
Girafes (Wadi Mathendous, Messak Settafet, Libye)